# 今村明恒
今村 明恒（今村 明恆、いまむら あきつね、1870年7月12日〈明治3年6月14日〉 - 1948年〈昭和23年〉1月1日）は、日本の地震学者。東京帝国大学教授、日本地震学会会長。学位は理学博士（1905年・文部大臣）。

## 生涯
1870年（明治3年）、現在の鹿児島県鹿児島市に薩摩藩士・今村明清の三男として生まれる。
鹿児島高等中学造士館予科、第一高等中学校卒業。1891年（明治24年）、帝国大学理科大学物理学科入学。帝国大学大学院では地震学講座に入り、そのまま講座助教授となる。1896年（明治29年）からは陸軍教授を兼任し、陸軍参謀本部陸地測量部で数学を教えた。明治三陸地震発生を期に、1899年（明治32年）に津波は海底の地殻変動を原因とする説を提唱した。現在では広く受け入れられている説であるが、発表当時はほとんど受け入れられなかった。1905年（明治38年）4月10日、文部大臣から理学博士の学位を授与される。
明恒は、震災予防調査会のまとめた過去の地震の記録（歴史地震）から、関東地方では周期的に大地震が起こるものと予想。1905年（明治38年）に、今後50年以内に東京での大地震が発生することを警告し、震災対策を迫る記事「市街地に於る地震の生命及財産に對する損害を輕減する簡法」を雑誌『太陽』に寄稿した。この記事は新聞にセンセーショナルに取り上げられて社会問題になってしまった。そして上司であった大森房吉らから世情を動揺させる浮説として攻撃され、「ホラ吹きの今村」と中傷された（大森・今村論争）。
しかし1923年（大正12年）9月1日に関東大震災（関東地震）が発生し、明恒の警告が現実のものとなった。その後、関東大震災の地震を予知した研究者として「地震の神様」と讃えられるようになった。翌月には、摂政宮を務めていた皇太子裕仁親王（後の昭和天皇）に震災について進講し、当時の最先端理論であった地震は地球の地殻のせめぎ合いで起きることや大陸漂流説のほか、今回の震源が相模湾と推測されること、江戸時代に比べて近代化に伴い可燃性の石油など市中に増えたにもかかわらず消防能力が「殆ど皆無」に低下していたことを指摘。地震自体の防止は不可能だが、火災の防止は可能であるとして防災の大切さを訴えた。この時の手書き原稿『一般地震と関東大地震との就いて』は遺品の一つとして現存しており、1929年（昭和4年）1月には学会誌にほぼ同内容で掲載された。
先立つ1911年（明治44年）には今村式強震計を開発した。
1923年（大正12年）に亡くなった大森の後を継いで地震学講座の教授に昇進する。1925年（大正14年）に北但馬地震、1927年（昭和2年）に北丹後地震が発生し、次の大地震は南海地震と考えた明恒は、これを監視するために1928年（昭和3年）に南海地動研究所（現・東京大学地震研究所和歌山地震観測所）を私費で設立した。明恒の予想通り1944年（昭和19年）に東南海地震、1946年（昭和21年）に南海地震が発生した。東南海地震後には南海地震の発生を警告したものの、被害が軽減できなかったことを悔やんだと言われる。
1929年（昭和4年）、1892年（明治25年）に解散していた日本地震学会を再設立し、その会長となった。専門誌『地震』の編集にも携わった。1931年（昭和6年）に東大を定年退官したが、その後も私財を投じて地震の研究を続けた。1933年（昭和8年）に三陸沖地震が発生した際には、その復興の際に津波被害を防ぐための住民の高所移転を提案した。また、津波被害を防ぐには小学校時代からの教育が重要と考えて『稲むらの火』の国定教科書への収載を訴えた。それが実現した後、1940年（昭和15年）に『『稲むらの火』の教え方について』を著して、その教え方についても詳しく指導している。
1944年（昭和19年）12月7日に前述の東南海地震が発生した際には、陸地測量部が掛川-御前崎の水準測量を行っていた。この測量は今村の強い働きかけによるものであった。この測量の時、地震前日から御前崎が隆起する動きが確認できた。これが現在の東海地震の発生直前の地震予知が可能であるという根拠とされている。墓所は多磨霊園。

## 人物
- 浄瑠璃語りを趣味とし、宴会で披露していたという。
- 上京時に方言で苦労した自らの体験から、1915年に地方出身者のための東京弁の指導書である『東京辯』を著している[11]。

## 家族
- 妻・ヨシ ‐ 薩摩藩士・上村慶介の二女。姉の夫・長崎剛十郎は長崎省吾の甥。[12]
- 二男・今村久 ‐ 地震学者。
- 弟・今村明光 ‐ 医学者。岳父に平井政遒。[13]

## 栄典
- 1930年（昭和5年）12月5日 - 帝都復興記念章[14]
- 1931年（昭和6年）4月15日 - 従三位[15]

## 著作

### 単著
- 『地震学』（大日本図書、1905年）
- 『地震講話』（岩波書店、1924年）
- 『『稲むらの火』の教え方について』（1940年）
- 『鯰のざれごと』（三省堂、1941年）
- 『地震の国』（文藝春秋、1949年）
- 『大地震の前兆に関する資料』（古今書院、1977年）

### 共著
- 『星と雲・火山と地震』（アルス〈日本児童文庫 〉、1930年）

### 主要論文
- 「東京に於ける地震波三角観測の結果に就て」Tokyo Sugaku-Butsurigakukwai Kiji-Gaiyo Vol.2 (1903-1906) No.13 pp.151-153, doi:10.11429/subutsugaiyo1903.2.151
- 「東京ニ於ケル地震波三角觀測ノ結果ニ就テ」Tokyo Sugaku-Butsurigakkwai Hokoku Vol.2 (1903) No.14 pp.151-153, doi:10.11429/subutsuhokoku1901.2.14_151
- 「明治四十四年ノ喜界島地震」『震災豫防調査會報告』第77號（1913年10月）pp.88-102
- 大正十一年島原地震ニ關聯セル地盤垂直變動調査報告『震災豫防調査會報告』第99號（1925年3月）pp. 12-15
- 「關東大地震ニ因レル各地方火災」『震災豫防調査會報告』第100號(戌), 1925年3月 pp.271-280
- 「南海道大地震に關する貴重な史料」『地震』第1輯 Vol.2 (1930) No.5 pp.326-328, doi:10.14834/zisin1929.2.326
- 「地震と火災」『地震』第1輯 Vol.6 (1934) No.12 pp.675-676, doi:10.14834/zisin1929.6.675
- 「元祿7年及寶永元年兩度の能代地震に伴へる陸地變形に就て」『地震』第1輯 Vol.8 (1936) No.2 pp.51-56_1, doi:10.14834/zisin1929.8.51
- 「」『地震』第1輯 Vol.10 (1938) No.9 P394-404, doi:10.14834/zisin1929.10.394
- 「ヂアナ艦の津浪遭難記」『地震』第1輯 Vol.11 (1939) No.12 pp.588-598, doi:10.14834/zisin1929.11.588
- 「濃尾大地震の前徴に就いて」『地震』第1輯 Vol.15 (1943) No.12 pp.336-341, doi:10.14834/zisin1929.15.336
- 田中館秀三、三松正夫、今村明恒「有珠山の噴火状況」『地震』第1輯 Vol.16 (1944) No.10 pp.280-287, doi:10.14834/zisin1929.16.280

## 今村明恒が登場するノンフィクション小説
- 『関東大震災を予知した二人の男─大森房吉と今村明恒』上山明博著、産経新聞出版、2013年（関東大震災から90年目に刊行）
- 『関東大震災』吉村昭著、文藝春秋、1973年（関東大震災から50年目に刊行）

## 関連文献
- 島村英紀「地震予知の語り部・今村明恒の悲劇」『武蔵野学院大学日本総合研究所研究紀要』第7輯（2010年3月発行）pp.101-111, NAID 40018744771
- 山下文男『君子未然に防ぐ―地震予知の先駆者今村明恒の生涯』東北大学出版会、2002年。ISBN 978-4925085571